# شارع بغداد (اللاذقية)
يقع شارع بغداد في القلب التجاري لمدينة اللاذقية في سوريا, وعلى جنباته الكثير من البنوك المصارف، مثل فرع البنك التجاري السوري وفرع مصرف التسليف الشعبي وأفرع لمصارف خاصة مثل بنك بيمو وبنك عودة وبنك سورية والمهجر وغيرها. وفيه عدد من الوكالات التجارية مثل أديداس وبينيتون ومحلات تجارية متنوعة النشاط وعدد كبير من المقاهي والمطاعم. يمتدُّ هذا الشارع من نهاية شارع 8 آذار وحتى مستودعات مرفأ اللاذقية الجنوبية.